# John Olivas
John Daniel Olivas (* 25. května 1966, North Hollywood, Kalifornie) je americký astronaut.

## Rodinný život
John Olivas je ženatý a má pět dětí.

## Kariéra
Dříve, než nastoupil do NASA pracoval jako medicínský technik. V tomto oboru získal i doktorát (Rice University).
Roku 1998 byl Olivas vybrán pro astronautský trénink. Od té doby pracuje pro NASA a zúčastnil se několika vesmírných letů.

## Vesmírné lety
- STS-117, Atlantis (8. června 2007 – 22. června 2007)
- STS-128, Discovery (29. srpna 2009 – 11. září 2009) (probíhající let)